# Браунбэк, Сэм
Сэ́мюэль (Сэм) Дейл Бра́унбэк (англ. Samuel «Sam» Dale Brownback; род. 12 сентября 1956) — американский политик, бывший губернатор штата Канзас (2011—2018) и бывший сенатор США, член республиканской партии. В 2007 г. выдвинул свою кандидатуру на пост президента США, но спустя несколько месяцев был вынужден прекратить предвыборную кампанию ввиду недостатка финансирования.
Посол Соединенных Штатов по вопросам международной религиозной свободы с 2018 по 2021 год.

## Биография
Сэм Браунбэк родился 12 сентября 1956 года в штате Канзас. После окончания средней школы он поступил в Канзасский университет, где был избран президентом студенческого совета. В 1978 году Браунбэк окончил колледж со степенью по экономике сельского хозяйства. А в 1982 году получил докторскую степень в области философии в Канзасском университете.
В 1998 году Браунбэк был избран в Сенат США на полный шестилетний срок. Затем, в 2004 году, он был переизбран, одержав победу над демократом Ли Джонсом.
В 2008 году Браунбэк признал, что рассматривает возможность баллотироваться на пост губернатора Канзаса в 2010 году. 2 ноября 2010 года он одержал победу на выборах с 63,3 % голосов.

## Награды
- Орден «Достык» I степени (10 декабря 2001 года, Казахстан) — за значительный вклад в укрепление мира, дружбы и сотрудничества между государствами и народами, а также в связи с 10-летием независимости республики[8].
- Почётная грамота Кыргызской Республики (16 августа 2000 года, Кыргызстан) — за вклад в развитие кыргызско-американских отношений и сотрудничество между двумя народами[9]